# The Adventures of Star Saver
The Adventures of Star Saver (ラブルセイバー, Rubble Saver) est un jeu vidéo d'action et de plates-formes développé par A-Wave et édité par King Records, sorti en 1991 sur Game Boy.

## Accueil
- Aktueller Software Markt : 6/12[1]
- Electronic Gaming Monthly : 22/40[2]
- Video Games : 61 %[3]